# ناک‌اوت (فیلم ۱۹۳۵)
«ناک اوت» (انگلیسی: Knockout) فیلمی در ژانر است که در سال ۱۹۳۵ منتشر شد.